# Romaanse architectuur

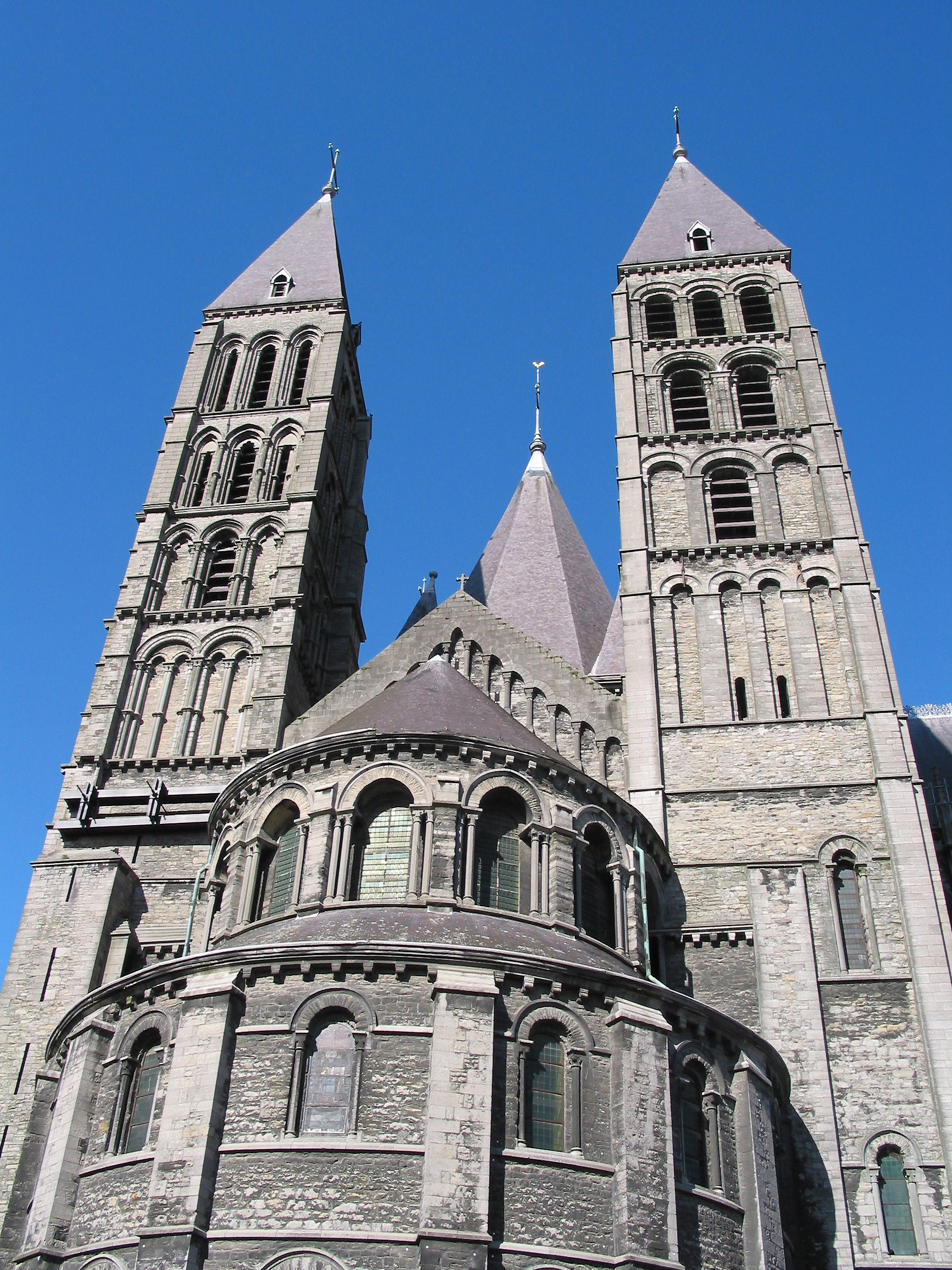
Romaanse koorpartij van de Onze-Lieve-Vrouwekathedraal in Doornik

Romaanse architectuur is de benaming voor een stijlperiode in de architectuur in Europa die duurde van ca. 1000 tot ca. 1200. Kenmerkend is onder andere het gebruik van rondbogen bij raam- en deuropeningen en gewelven.

## Naamgeving
De term romaans dateert uit 1820 en werd voor het eerst gebruikt door de Franse kunsthistoricus Charles de Gerville, die in de architectuur overeenkomsten zag met die van het oude Rome. De term werd algemeen geaccepteerd nadat De Gervilles' bekendere collega Arcisse de Caumont hem overnam. Tot 1820 waren andere termen in zwang: voorgotisch, Byzantijns en rondbogenstijl.
De romaanse stijl kreeg dus zijn naam omwille van de gelijkenis met de Romeinse bouwstijl, die door de vaklui van die tijd bekend was van de talloze Romeinse monumenten, zeker in het huidige Italië, Zuid-Frankrijk en Spanje. Anderzijds is de term misleidend, omdat de romaanse stijl schatplichtig is aan de Karolingische en de Ottoonse, maar evengoed aan de Romeinse en de Byzantijnse bouwstijl. In Engeland wordt de romaanse bouwstijl meestal de Normandische stijl genoemd.

## Geschiedenis
Net zoals voor de gotische architectuur kan men niet spreken van een homogene romaanse bouwstijl en evenmin van een standaardperiode. De romaanse bouwstijl ontstond uit de technieken van Karolingische en Ottoonse architecten, die zich lieten inspireren door Romeinse en Byzantijnse voorbeelden, zoals de Constantijnse basilica's in Rome, de San Vitale in Ravenna en de Paltskapel in Aken. De eerste romaanse kerken ontstonden ongeveer tegelijkertijd in Oost-Francië, de Sint-Michaëlskerk in Hildesheim en in Lombardije. Van daaruit verspreidde de stijl zich over heel Europa, waarbij elke grote streek hem aanpaste naar eigen tradities, inzichten en behoeften.
De romaanse bouwkunst is zeer moeilijk in een strikt tijdskader te plaatsen. Er zijn vroeg-romaanse kerken te vinden in Limburg an der Haardt en Spiers aan de Boven-Rijn, in Tournus en Auxerre in Bourgondië, de Sant Pere de Rodes en de Santa Maria de Ripoll in Catalonië, de kerk Notre-Dame-de-Nazareth van Vaison-la-Romaine in de Provence, in Angers (Pays de la Loire), de abdijkerk van Sainte-Foy in Conques in Languedoc, de basiliek van Aquileia en de abdijkerk van Pomposa in Codigoro in Noord-Italië, de abdijkerk van de Abbazia di San Salvatore aan de Monte Amiata in Midden-Italië, de kerken in Hildesheim en Quedlinburg in Nedersaksen en in Paderborn in Westfalen. Men kan dus stellen dat de romaanse bouwkunst de eerste pan-Europese stijl was sinds de Romeinse architectuur.
De drijvende kracht achter de verspreiding van de romaanse stijl was de explosieve expansie van de kloosters in de elfde en twaalfde eeuw. Nieuwe kloosterordes zoals de Cluniacensers (909), de Cisterciënzers (1098) en de Kartuizers verspreidden zich naast de Benedictijnen over gans Europa dankzij de relatieve politieke stabiliteit en de economische heropleving.

## Kenmerken, algemeen
De halfcirkelvormige rondbogen, die zo kenmerkend zijn voor de romaanse bouwkunst, zijn terug te vinden in onder andere gordelbogen tussen gewelfvlakken, scheibogen tussen diverse kerkdelen, en in de vorm van deuren, vensters, portalen, dwerggalerijen en (blinde) arcades. Op basis hiervan heeft men de romaanse bouwstijl vroeger ook wel rondboogstijl genoemd. Bij dragende bogen (gordel- en scheibogen) leiden de rondbogen de druk van het gewelf rechtstreeks af op de muren, waardoor deze extra dik moeten zijn en vaak kleine vensteropeningen bevatten. Om die reden is het interieur van romaanse bouwwerken meestal vrij donker. In sommige gevallen wordt van de rondboog afgeweken. Zo zijn bovendorpels van deuren soms recht en worden hier en daar architraven gebruikt. Spitsbogen, spitstongewelven en klaverbladbogen zijn slechts in uitzonderlijke gevallen terug te vinden. Vensters hebben meestal de vorm van een ronde muuropening of rondboogvenster, in enkele gevallen een sleutelgat- of klaverbladvorm, soms slechts een spleet. Oorspronkelijk bevond het sluitvlak zich aan de buitenkant van de muur, later meer in het midden van de naar binnen afschuinde muurdoorsnede. Vensters van romaanse gebouwen bevatten vrijwel nooit transenna (zoals in de Romeinse, islamitische en pre-romaanse bouwkunst), maar zijn meestal voorzien van glas in lood.

## Kerkelijke bouwkunst

### Koor en oostpartij
Aan de oostzijde, waar het altaar zich bevond, werd het schip afgesloten met een apsis. Bij de zijbeuken kon dat een eenvoudige rechte muur of eveneens een apsis of apsidiool zijn. Aan weerszijden van het koor konden koortorens worden toegevoegd. Onder het priesterkoor bevond zich soms een crypte.

### Westgevel

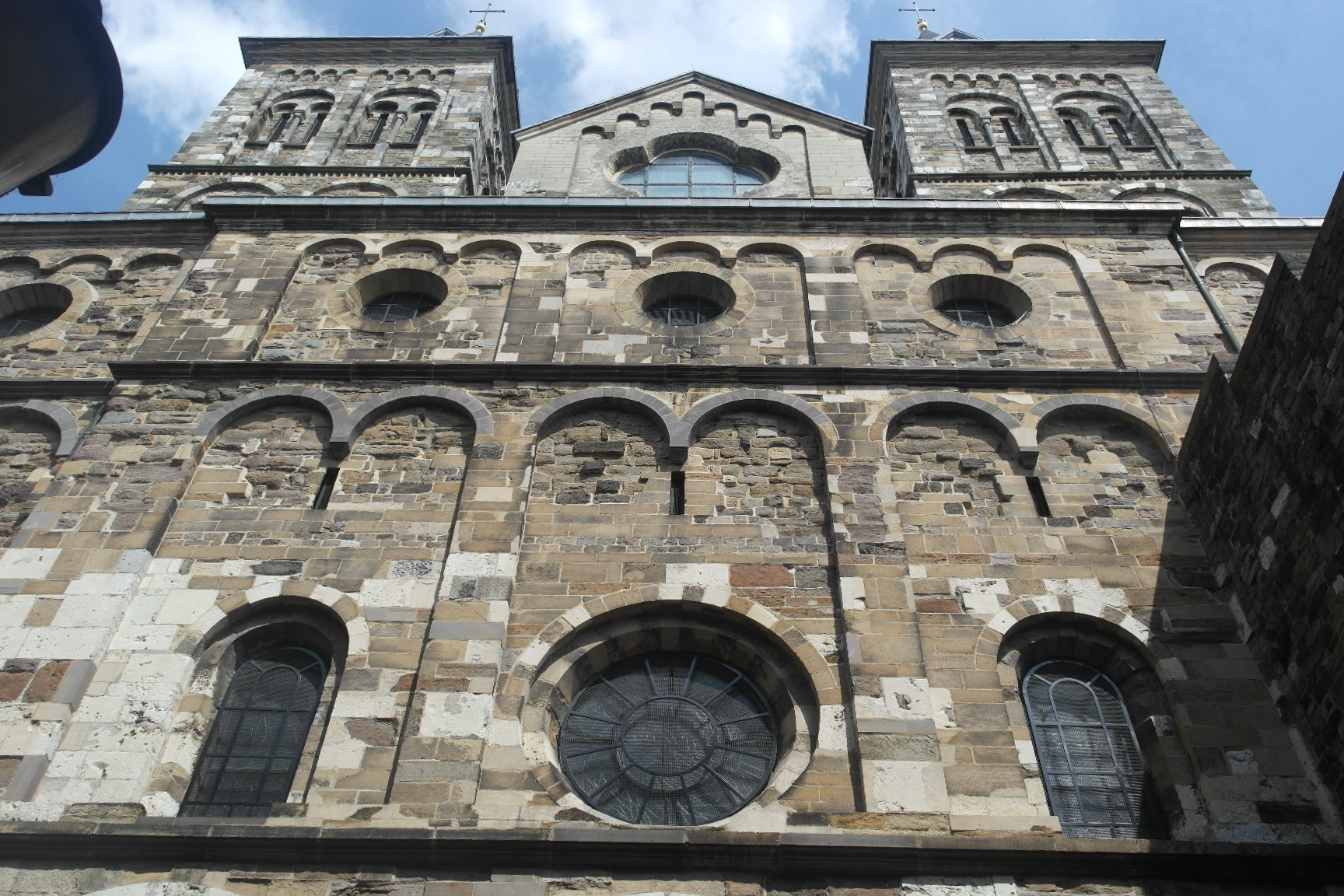
Westwerk van de Sint-Servaasbasiliek in Maastricht

De westelijke afsluiting van het schip kan diverse vormen aannemen bij een romaanse kerk. In Zuid-Europa is het dikwijls een eenvoudige muur met een topgevel. Soms is een portaal voorzien, dikwijls ook niet. Voor de gevel kon een voorhal, al dan niet met atrium worden gebouwd en dikwijls, vooral bij kleinere kerken, werd een middentoren voorzien, die soms een westelijk koor bevatte. Als deze toren in de as van de kerk geplaatst werd en een geheel vormde met het schip, was dit een typische kleine romaanse kerk. Bij grotere romaanse kerken gaat men twee westtorens voorzien en soms wordt het westwerk uitgewerkt tot een echte torenburcht met vier of meer torens zoals onder meer in Trier en Spiers. Een dergelijk westwerk is typisch voor Noordwest-Europa en het gebied van Rijn en Maas, ten zuiden van de Alpen komt het nagenoeg niet voor.

### Schip
Het type van het schip van romaanse kerken blijft zeer divers. Zowel de driebeukige basilica (met midden- en zijbeuken), de hallenkerk (met gelijkwaardige beuken) als de zaalkerk (slechts één beuk) komen voor in de romaanse bouwkunst. De basilica is de meest voorkomende, echter niet de standaard vorm; in Zuidwest-Europa is de hallenkerk populairder. De zaalkerk is meestal kleiner en komt veel voor bij dorpskerken, hoewel in Aquitanië en ook elders in Zuidwest-Europa monumentale zaalkerken bestaan. Hier en daar komen tweebeukige kerken voor, hetzij als zaalkerk met twee even hoge beuken, hetzij als basilica met slechts één zijbeuk. Tussen de beuken bevinden zich meestal vierkante pijlers, die de muren daarboven en het dak dragen. Hoewel de meeste romaanse kerken teruggaan op het basisontwerp van de basilica, kunnen ze er zeer verschillend uitzien door het wel of niet voorkomen van tribunes, triforia en lichtbeuken.

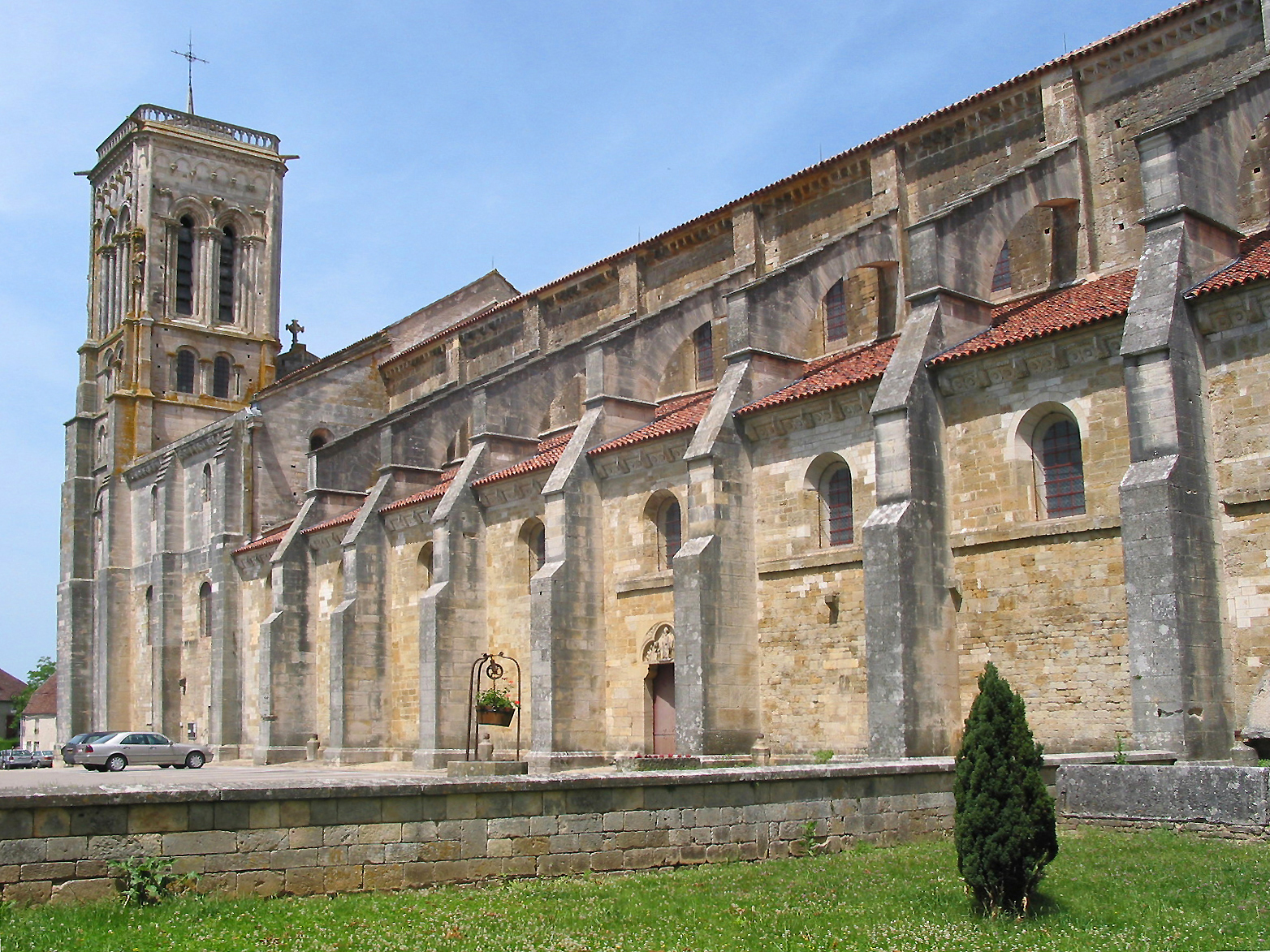
Driebeukig basilicaal schip: Sainte-Marie-Madeleine in Vezelay
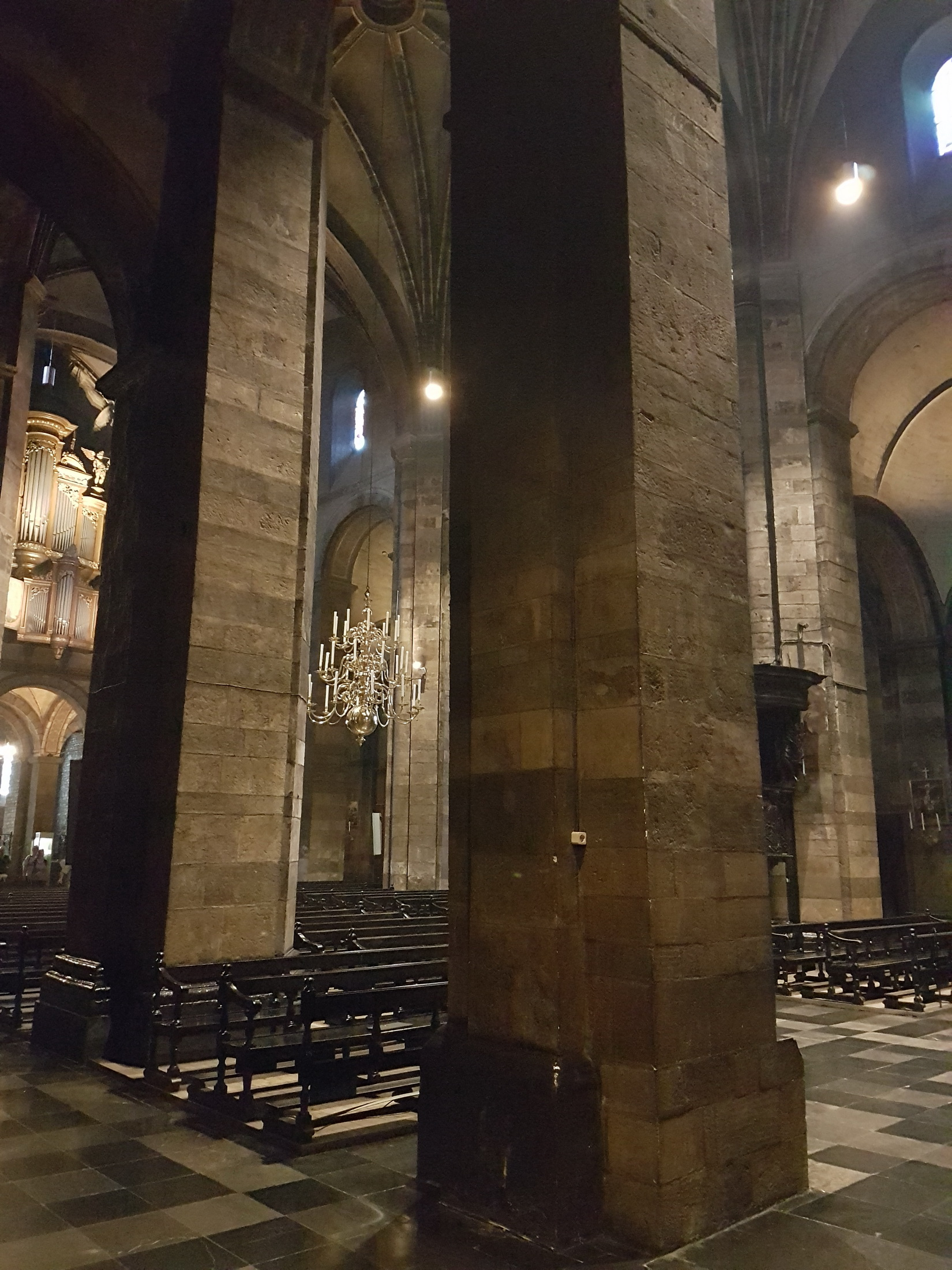
Interieur driebeukig schip: Onze-Lieve-Vrouwebasiliek, Maastricht
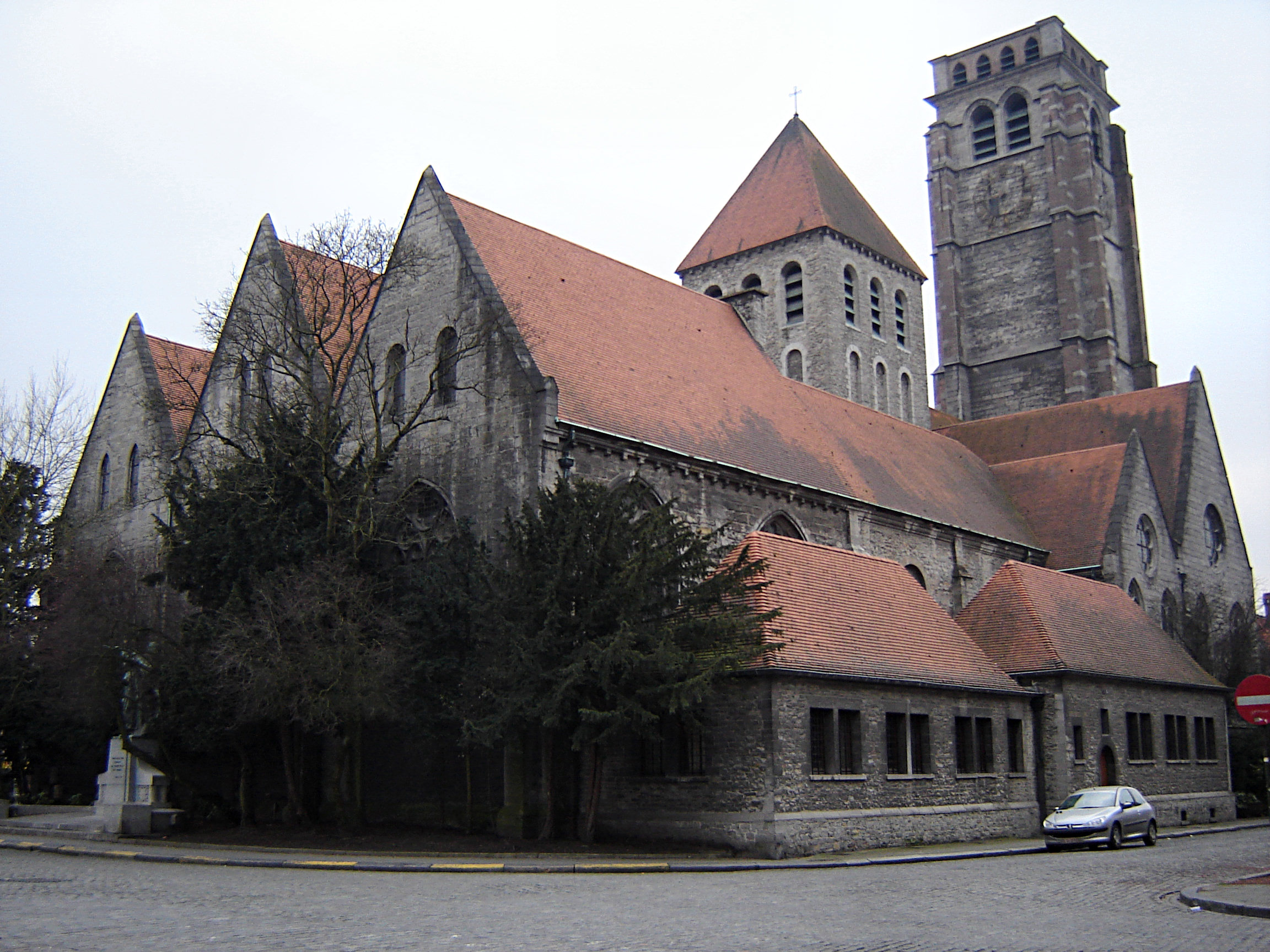
Driebeukige hallenkerk: Saint-Brice in Doornik
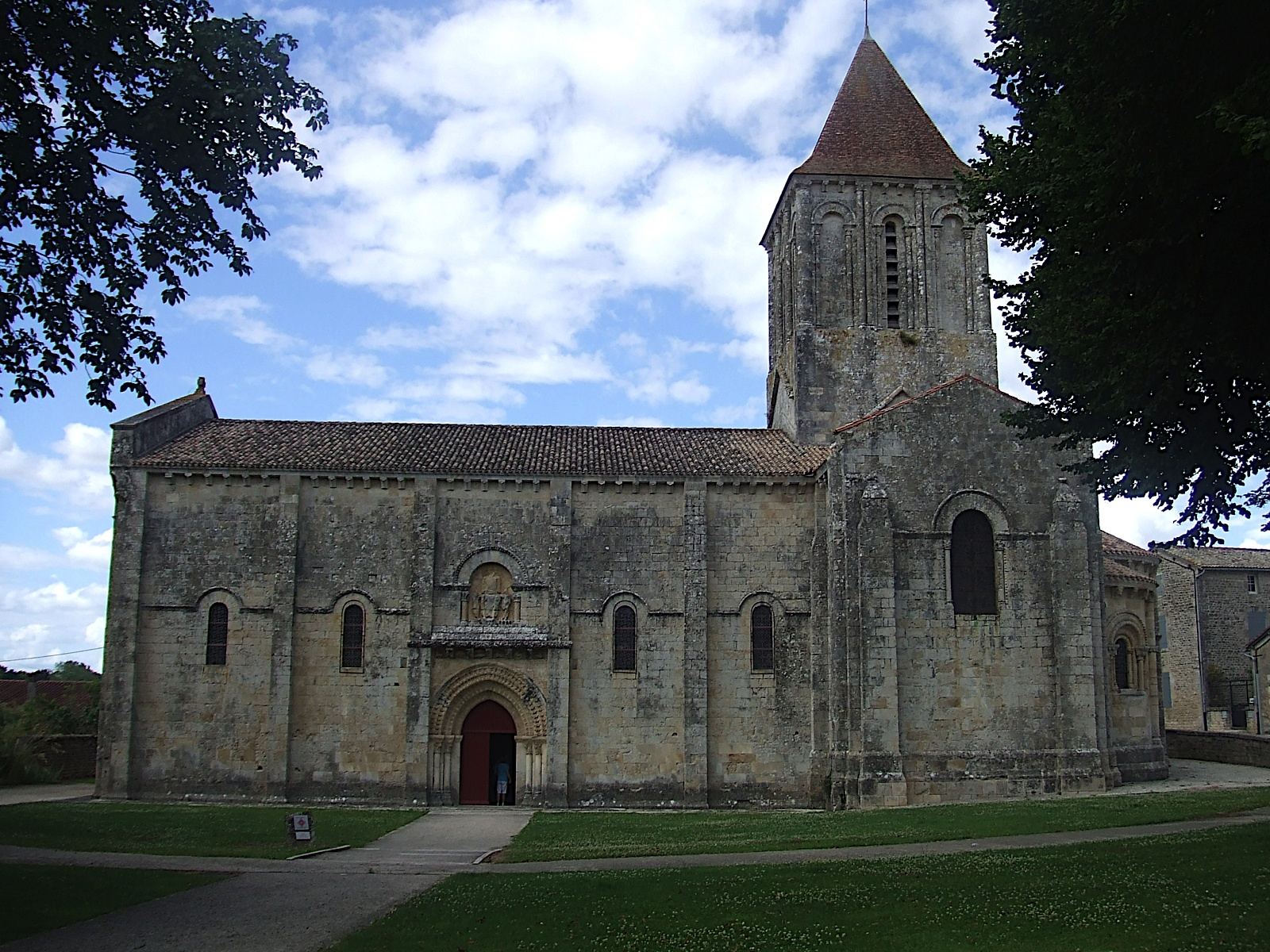
Eenbeukige zaalkerk: Saint-Pierre de Melle

### Transept

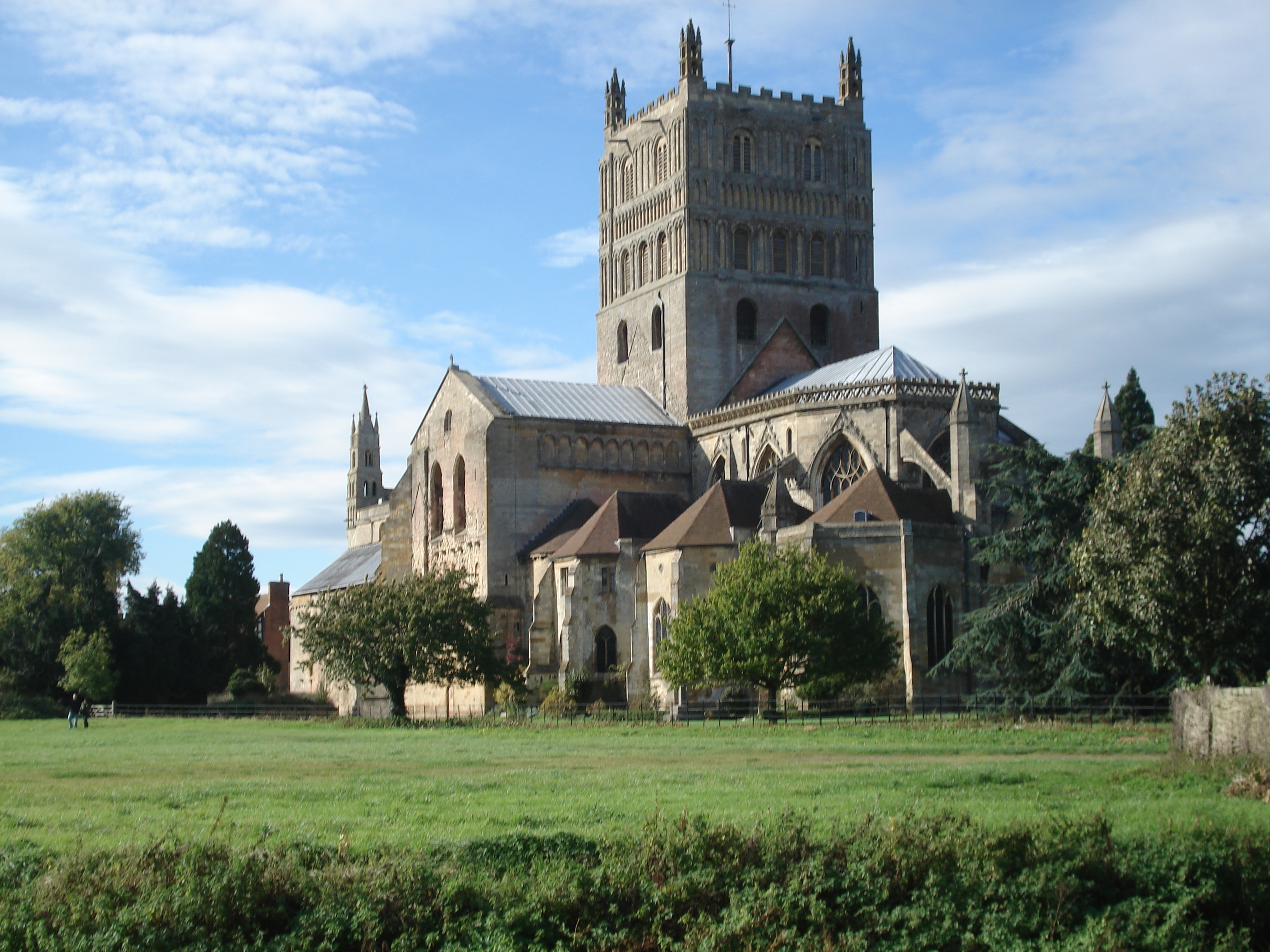
Noordelijk transept en kruisingtoren van Tewkesbury Abbey

Het transept evolueert van het "doorlopend transept" naar een transept dat organisch deel uitmaakt van het gebouw, even hoog en even breed als het schip. Oostelijk van het transept komt het koor, als het ware een verlenging van het schip, dat afgesloten wordt door de apsis. Het koor is een ruimte die in de romaanse periode werd toegevoegd. De kerk krijgt hierdoor een kruisvorm. Boven het kruisveld, de ruimte die ontstaat op de kruising van schip en transept, wordt dikwijls een vierkante of achthoekige toren gebouwd. In de latere periode van de romaanse bouwkunst zal die vaak dienstdoen als lichtschacht. Dit type is vrij kenmerkend voor het gebied tussen Rijn en Loire maar het transept komt in het zuiden van Europa nagenoeg niet voor. In het zuidwesten daarentegen wordt het transept zeer sterk uitgebouwd en laat men de zijbeuken en hun galerijen om de armen van het transept en het koor lopen zoals bijvoorbeeld in Santiago de Compostella.

### Kapellen
Kapellen werden mettertijd toegevoegd aan het basisgebouw om te kunnen beschikken over meerdere altaren. Men kon een kapel voorzien achter het hoofdaltaar of aan de noord en zuidzijde ervan, maar ook een of meer kapellen op de armen van het transept konden worden toegevoegd. Als mettertijd de zijbeuken als het ware verlengd werden door de kooromgang gaat men ook kapellen bouwen rond deze kooromgang en op die wijze ontstaan de straalkapellen.

Einhardbasiliek: reconstructie van het Karolingische grondplan met koor, nevenkoren en een Karolingisch atrium aan de westzijde.
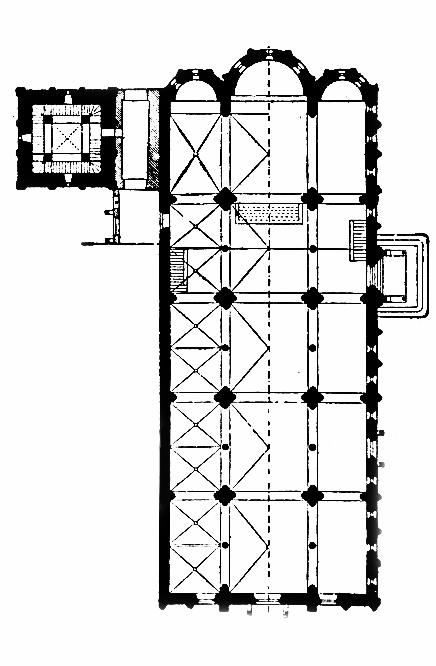
Kathedraal van Modena, basilicale kerk met drie apsiden, zonder transept, zonder westwerk met vrijstaande campanile.
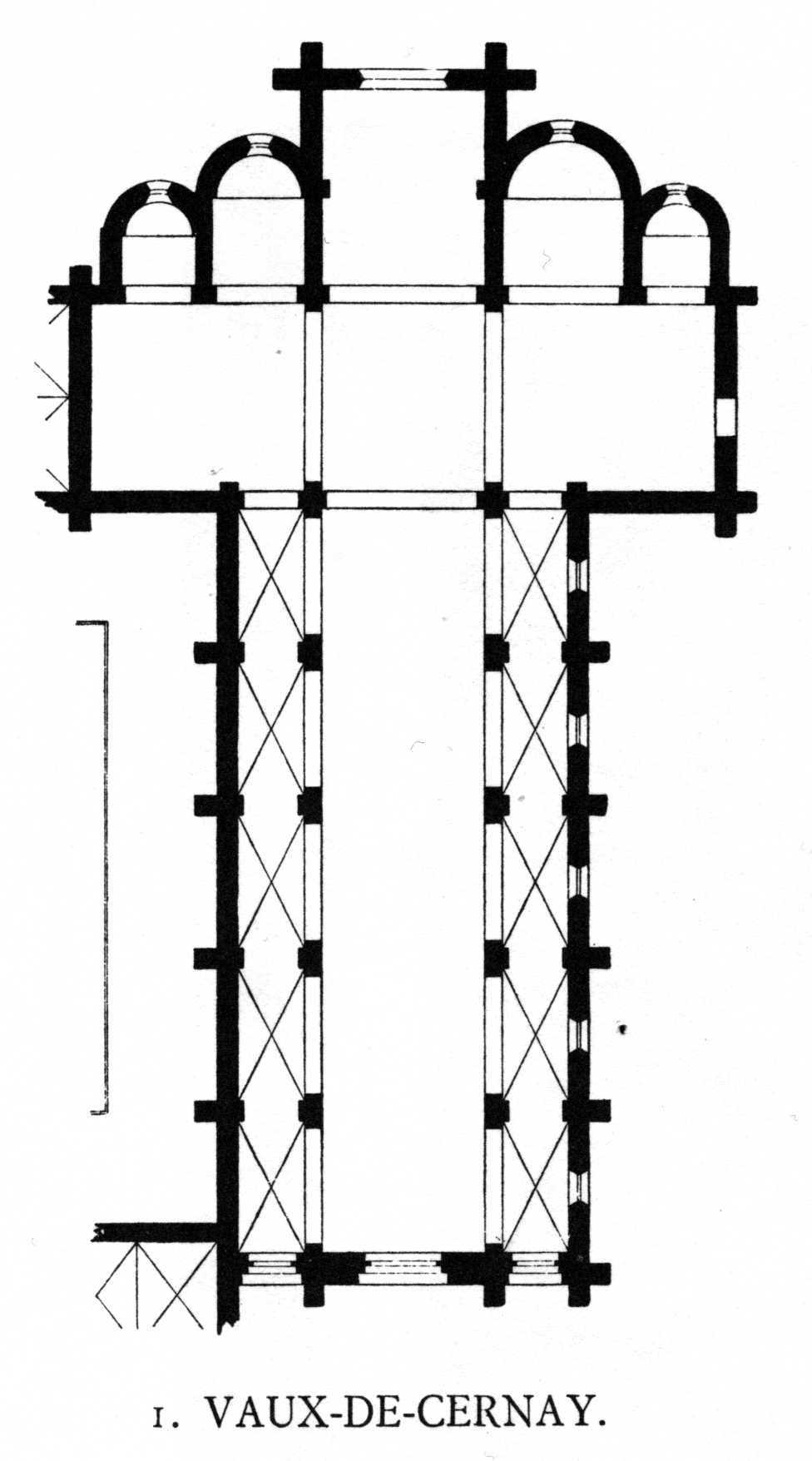
Abdijkerk van Vaux-de-Cernay, basilica met koor, transept, getrapte kapellen aan het transept
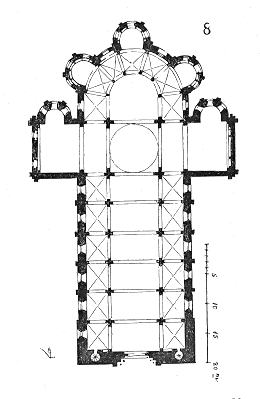
Saint-Etienne in Nevers, basiliek met koor, transept, kooromgang, transeptkapellen en straalkapellen

### Gewelven
Van bij het begin van de romaanse periode, zelfs daarvoor komt men zowat alle types van gewelven tegen, tongewelven met of zonder gordelboog, halve koepels, dikwijls boven de apsiden of volledige koepels boven de traveeën van de zaalkerken in Aquitanië, kruisgewelven, kloostergewelven en ook het kruisribgewelf was in de elfde eeuw al bekend en werd tegen het einde van die periode in de kathedraal van Durham toegepast..
Ook het gebruik van gewelftypes is sterk regionaal bepaald. In Zuidwest-Europa had men een voorkeur voor het tongewelf en ook in Bourgondië gebruikte men vaak het tongewelf voor het schip. In Aquitanië bouwde men de eenbeukige zaalkerken veel breder, wat het gebruik van het tongewelf onmogelijk maakte zodat men koos voor koepels ondersteund door gordelbogen. In West-Europa koos men over het algemeen voor het kruisgewelf. In Zuid-Europa gebruikte men meestal een vlakke afdekking, behalve in de Lombardische regio waar het kruisgewelf gebruikt werd.

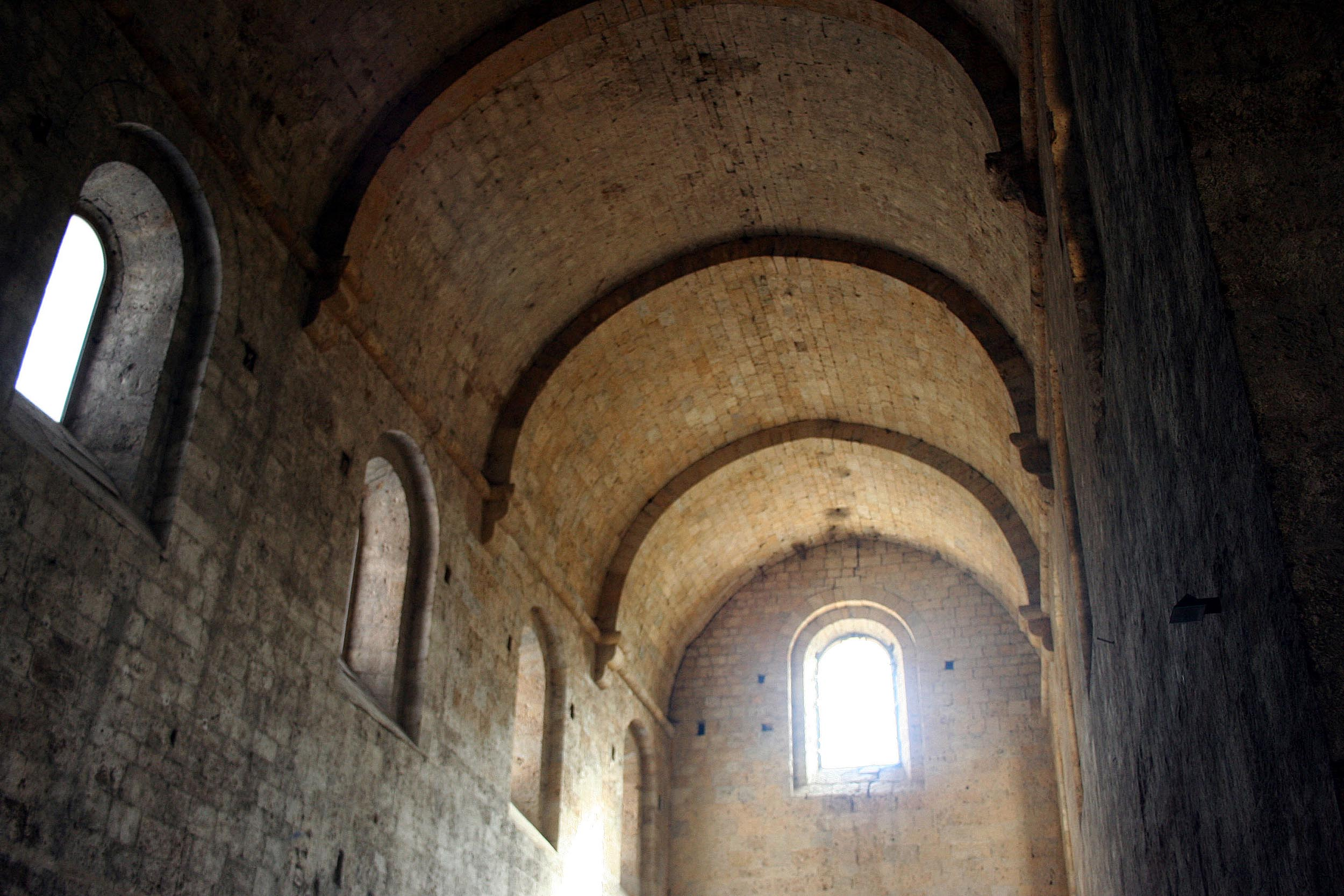
Tongewelf met gordelboog: Abbaye Notre-Dame de Boscodon. 1142
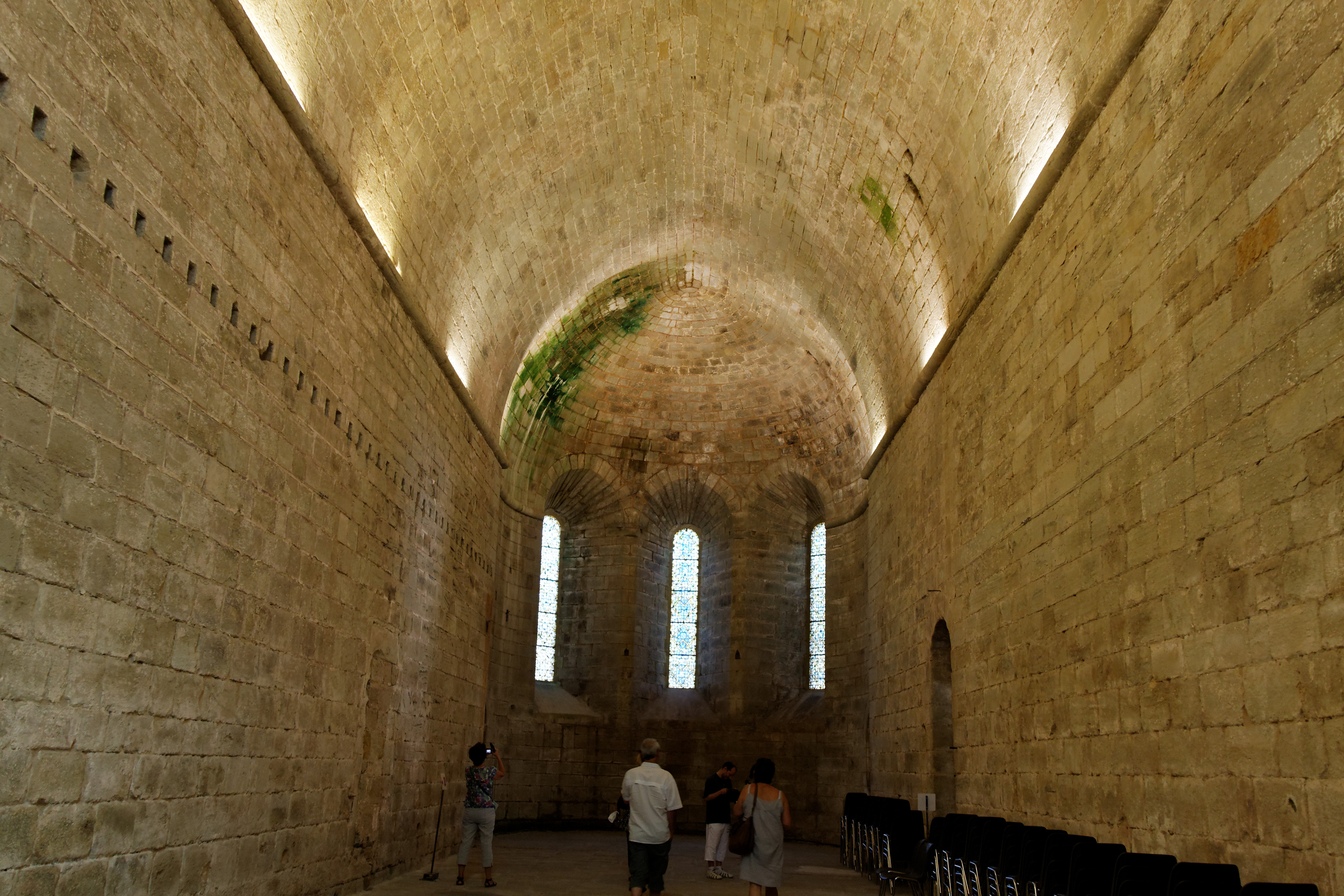
Tongewelf: prieuré Saint-Michel de Grandmont, 12e eeuw
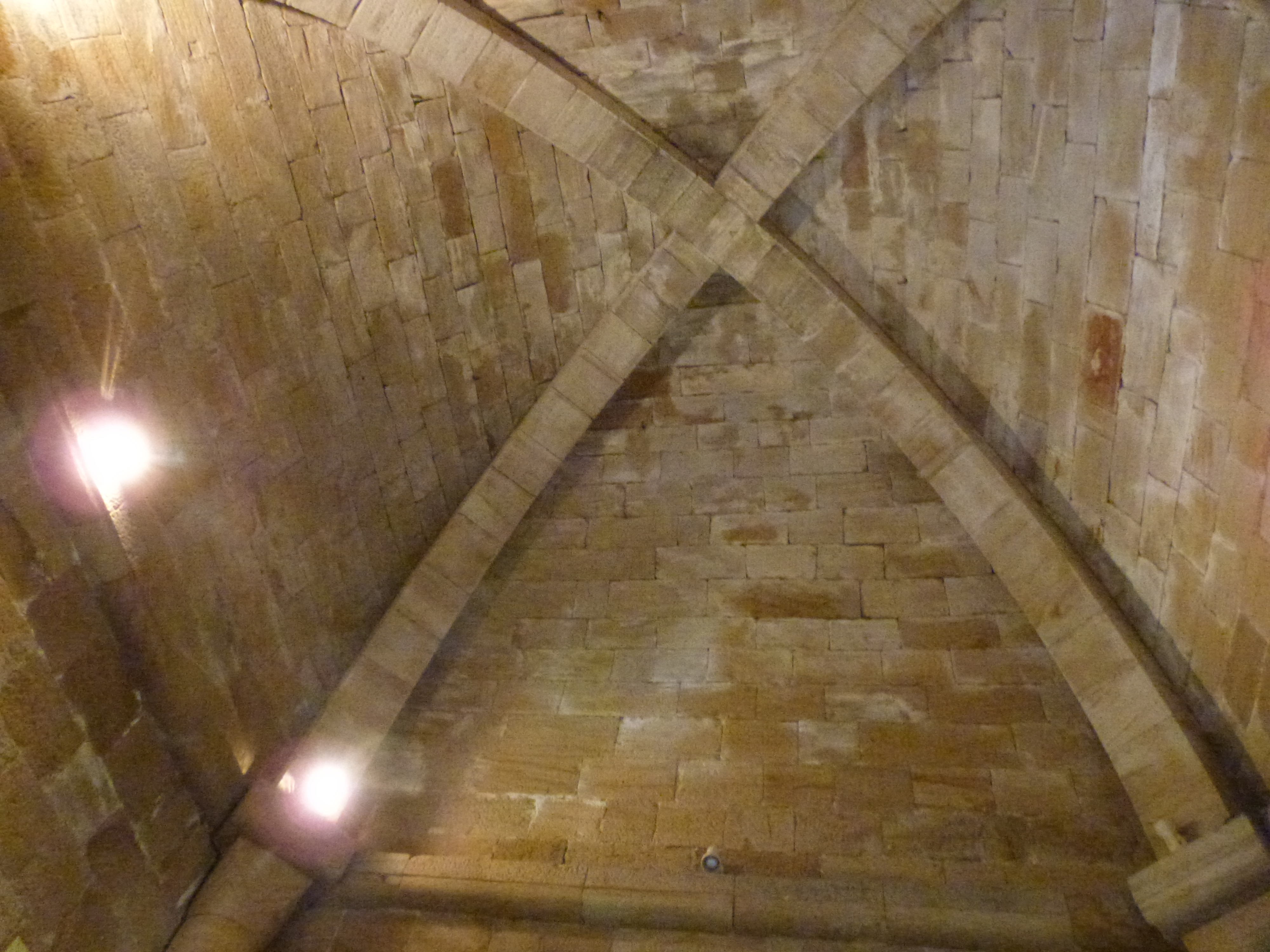
Kloostergewelf van een versterkte woontoren (Tour de Sagnes)
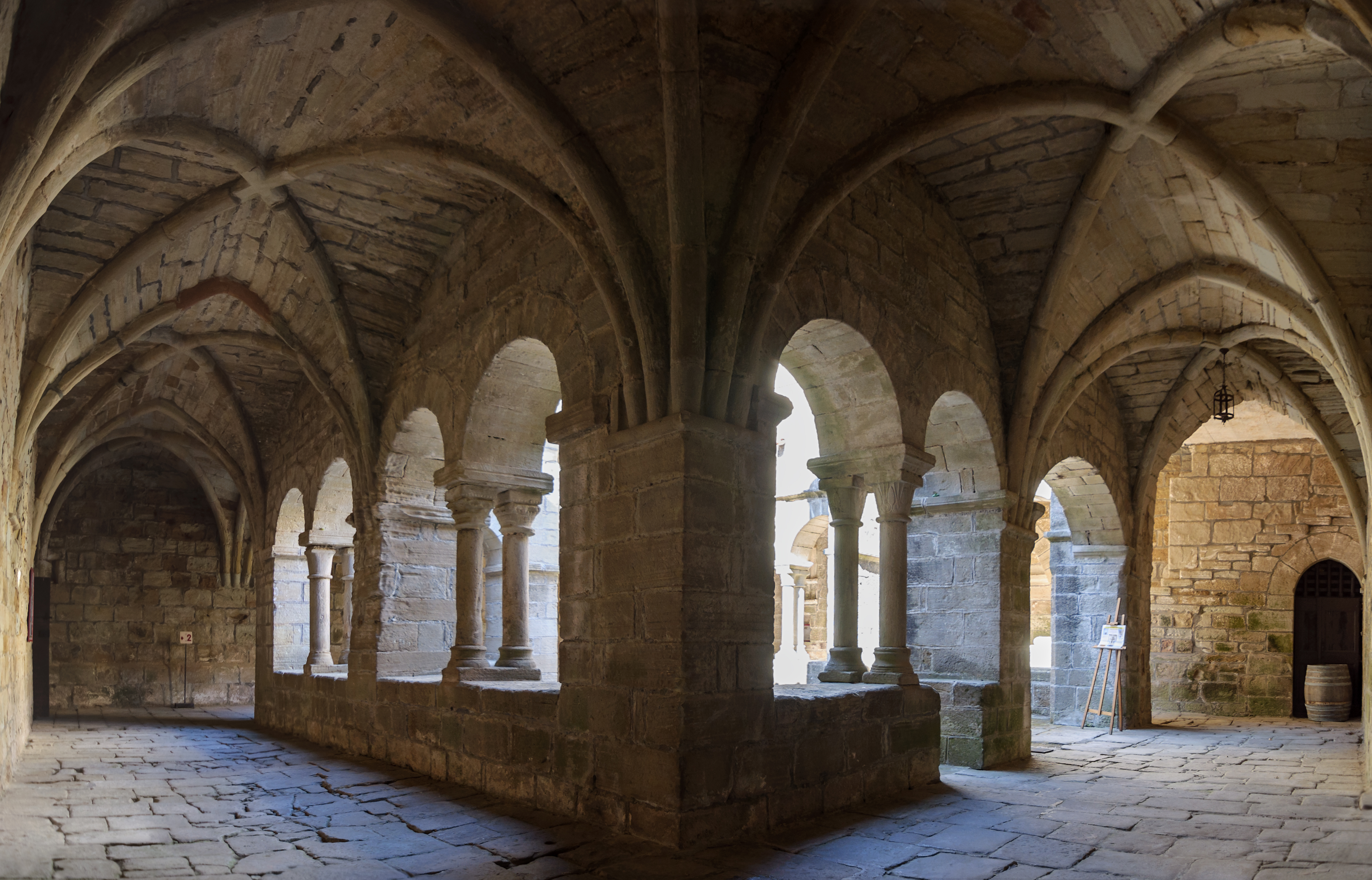
Kruisribgewelf in de kloostergang van de prieuré Saint-Michel de Grandmont, 12e eeuw.

### Hoogtewerking

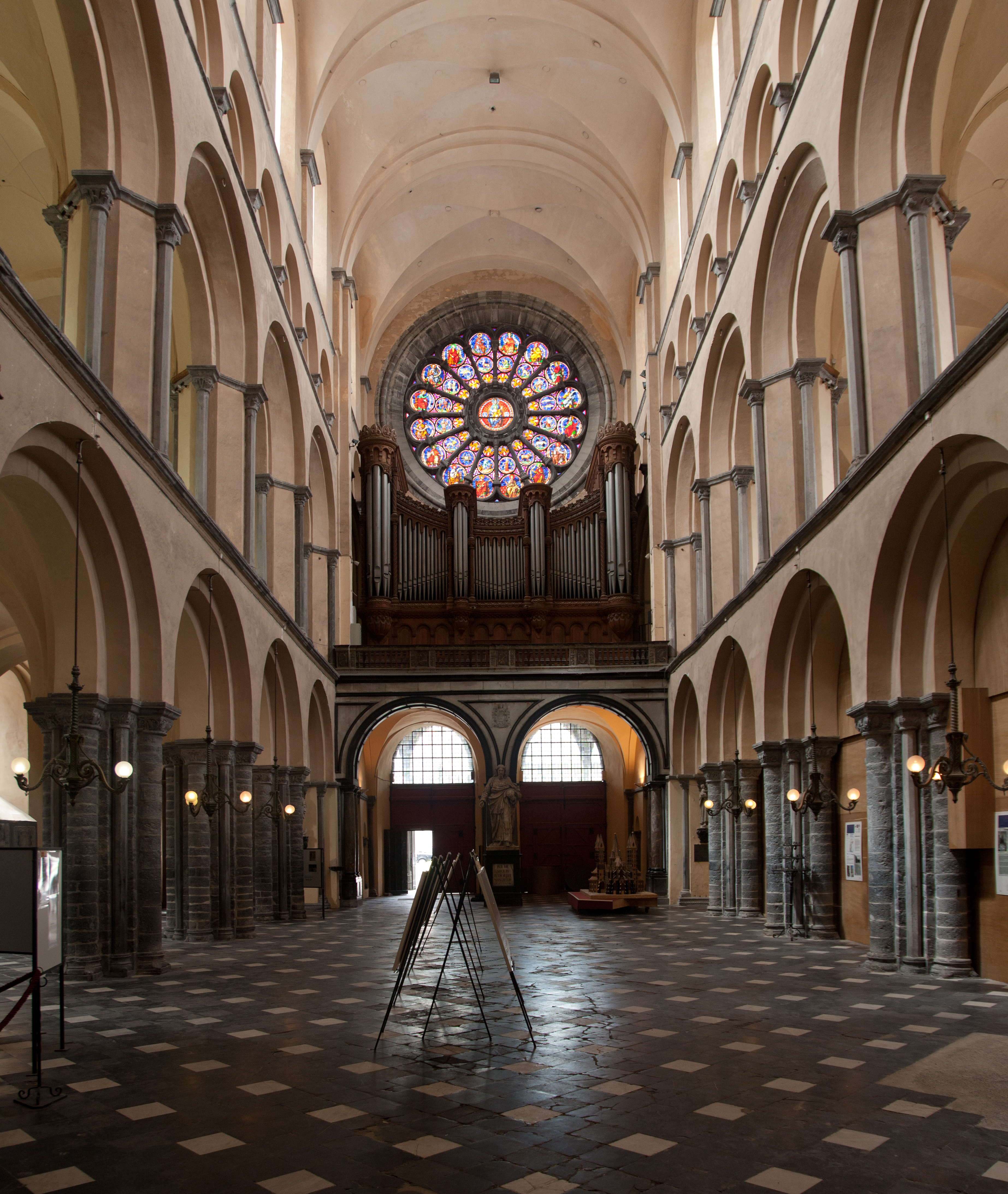
Onze-Lieve-Vrouwekathedraal van Doornik.

Het cliché wil dat de romaanse kerken lage sombere gebouwen waren met extreem dikke muren en nauwelijks vensters. Er zijn uiteraard romaanse kerkjes die aan deze beschrijving beantwoorden, maar dat is zeker niet de overheersende stijl. Ook vroegromaanse kerken en kerkjes werden al gebouwd met een lichtbeuk boven de arcaden die het middenschip van de zijbeuken scheidden, wat dus leidde tot een directe verlichting. Een mooi voorbeeld hiervan is de Sint-Stefanuskerk in Waha. In grotere kerken werd boven de zijbeuken een tribune gebouwd met vensters aan de buitenzijde, die via een tweede verdieping van arcades zorgde voor indirecte verlichting van het schip. Daarboven kon eventueel nog een triforium komen en een vierde verdieping met grote vensters die zorgden voor directe verlichting. Dus ook al beschikten de bouwmeesters nog niet over de technieken van de gotische bouwkunst slaagden ze er toch in om de verticaliteit en een overvloed aan licht in hun gebouwen te realiseren. Een mooi voorbeeld van een dergelijk naar de hoogte strevende romaanse kerk is de Onze-Lieve-Vrouwekathedraal van Doornik.

## Regionale stijlen

### Lombardije

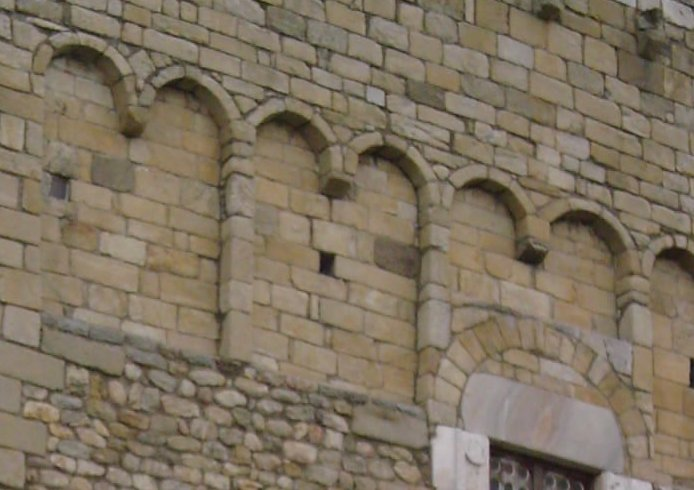
Lombardische boogfriezen op de gevel van de kerk vanSaint-André de Sorède in de Pyrénées-Orientales van de elfde eeuw.

De eerste kerken in romaanse stijl ontstaan in Lombardije in het begin van de elfde eeuw. De streek van Lombardije, Emilia, Piemonte en een deel van Veneto maakten deel uit van Oost-Francië en waren sterk beïnvloed door de Ottoonse cultuur. De Lombardische architectuur verspreidde zich in Noord-Italië, de Provence en Catalonië. Een van de karakteristieken was de versiering van de buitenmuren met lisenen of halfverheven arcades gesteund op pijlers meestal zonder kapiteel (boogfriezen). De kerken zijn van het basilica type met een schip en twee zijbeuken aanvankelijk met een houten zoldering. Het kruis- en tongewelf doen hun intrede vanaf ca. 1100. De scheiding tussen het schip en de zijbeuken worden meer en meer gerealiseerd met pijlers in plaats van met zuilen. De midden- en zijbeuken werden afgesloten met een apsis. De westzijde van de kerk wordt meestal afgesloten met een eenvoudige rechte muur zoals in Noord-Italië gebruikelijk was. Maar er zijn uitzonderingen, bijvoorbeeld de dom van Aquila, gewijd in 1031, had een transept en ook een voorhal al of niet met atrium.
Aan de binnenzijde gaat men dikwijls een crypte aanbrengen waarin de relieken werden ondergebracht van de patroonheilige en andere heiligen die in de kerk werden vereerd. Dit was een gevolg van de sterke opkomst van de pelgrimages omstreeks het jaar duizend. De crypte onder de San Marco in Venetië is al een volwaardige benedenkerk. Ook de eerste deambulatoria of kooromgangen komen in deze periode tot stand.

### Bourgondië

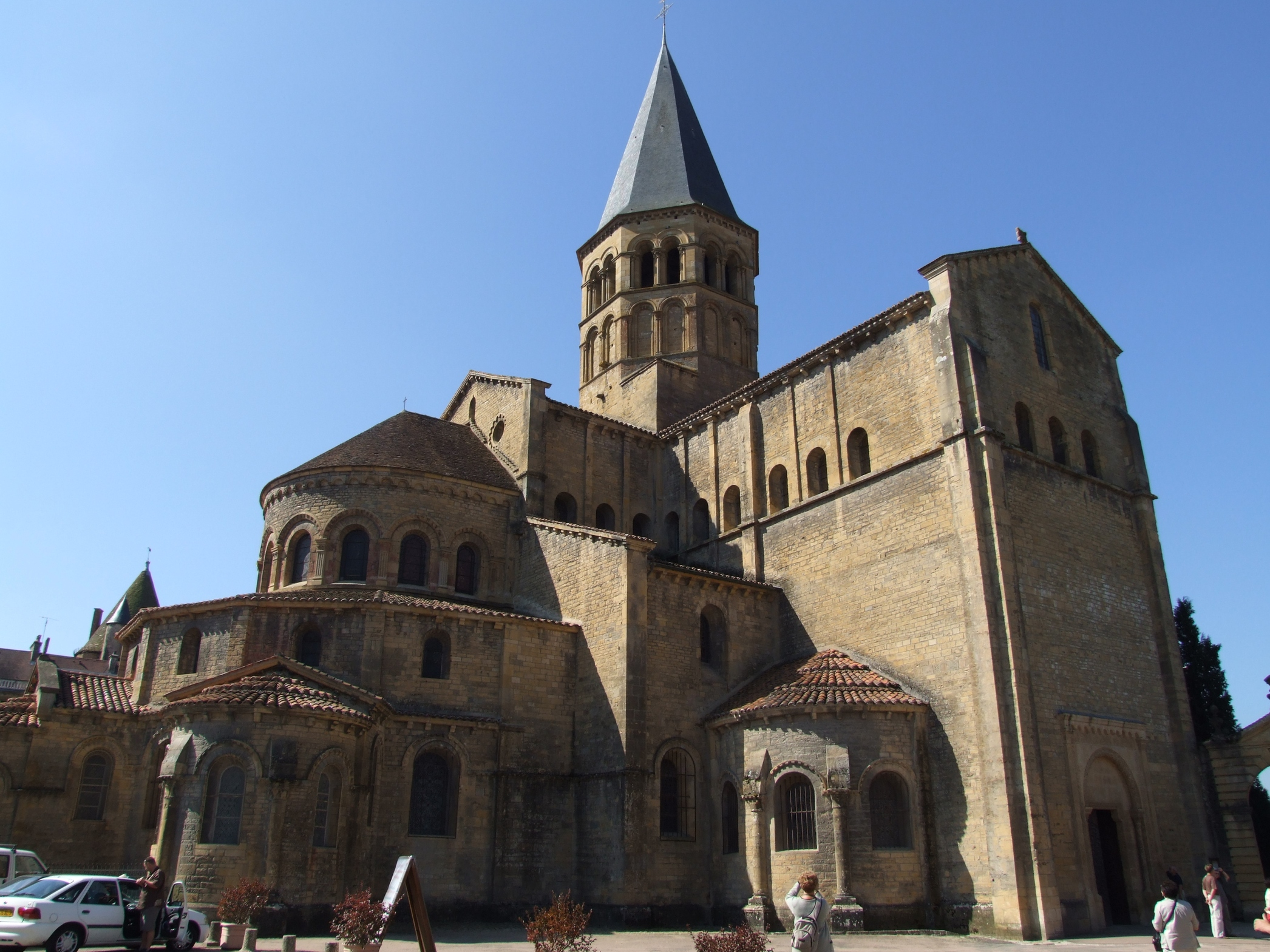
Basiliek van Paray-le-Monial, een kleinere versie van de abdijkerk van Cluny.

Er zijn weinig gebieden in Europa waar de densiteit van romaanse kerkjes en kerken zo groot is als in Bourgondië. Er zijn natuurlijk de grote gekende monumenten zoals de abdij van Cluny, de basiliek van Paray-le-Monial, de kathedraal van Autun, de basiliek Saint-Andoche van Saulieu, de abdijkerk van Tournus, de basiliek van Vézelay, de Saint-Étienne in Nevers en de grote clunesiaanse abdijkerk van La Chatité. Maar daarnaast zijn er honderden kleine kerkjes op het platteland gebouwd in de elfde en twaalfde eeuw met elk hun eigen architecturale bijzonderheden en hun mooie decoratie.
Als men omstreeks het jaar 1000 met de bouw van de romaanse kerken begint is men eerst geïnspireerd door de Lombardische voorbeelden (Chapaize, Chätillon en Tournus) maar daarna gaat Bourgondië resoluut zijn eigen weg met de bouw van eigen overwelfde kerken. Een van die eerste kerken gebouwd door de Italiaanse bouwmeester Guglielmo da Volpiano, de Saint-Benigne in Dijon. Guglielmeo zou tijdens zijn leven niet minder dan veertig abdijkerken bouwen of verbouwen. In de tweede helft van de elfde eeuw begint men vooral te experimenteren met het gewelf en de dragende structuren. Het resultaat hiervan is het spitstongewelf dat minder zijdelingse krachten op de muren uitoefent en dus toelaat hoger te bouwen en grotere vensters te maken zeker als men het gaat combineren met gordelbogen en het gewelf opdeelt in traveeën. Ook het kruisgewelf werd in deze periode verder ontwikkeld en gebruikt.
De orde van Cluny gesticht in 910 had een belangrijke invloedbij de verspreiding van de romaanse bouwkunst. Of er nu al dan niet een clunisensische bouwkunst ontstond is nog steeds een punt van discussie tussen de kunsthistorici, maar de orde telde meer dan 2000 priorijen in de twaalfde eeuw en heeft dus ongetwijfeld bijgedragen aan de bouw van honderden kleinere en grotere kerken. Na de tweede abdijkerk van Cluny, waarvan geen resten zijn overgebleven, begon men in 1088 aan Cluny III. Daarnaast zijn er een aantal kerken die zeer analoog zijn zoals Paray-le-Monial, Autun, Beaune, Saulieu, La-Charité-sur-Loire en Langres. Al die kerken hebben in het schip drie verdiepingen: pijlers met scheibogen, een triforium met blinde bogen en bovenverdieping met ramen. In het transept en het koor vinden we dezelfde muurconstructie. Het geheel is afgedekt met spitstongewelven.
De cisterciënzer orde die ontstond in Bourgondië tegen het einde van de elfde eeuw breidde razendsnel uit over gans Europa en zorgde voor honderden nieuwe abdijkerken. De cisterciënzers waren wars van de wereldse cultuur en wilden hun kerken streng en ascetisch houden wat men duidelijk kan zien aan de enige goed bewaarde kerk uit de beginperiode, die van de abdij van Fontenay (1139-1147). Van de andere kerken uit de vroege periode van de orde is weinig bewaard zodat men moeilijk kan besluiten of de cisterciënzers aanleiding hebben gegeven tot het verspreiden van een specifieke bouwstijl.

### Seinebekken
Er is bitter weinig bewaard gebleven van de grote romaanse kathedralen uit het Seinebekken buiten het schip en de transept van de abdijkerk van Saint-Rémi in Reims, die ondertussen wel een gotisch gewelf hebben gekregen. Wat bewaard is gebleven is een langgerekt gebouw met galerijen dat imponeert door de hoge wanden van middenschip en transept. Oorspronkelijk was deze kerk vlak afgedekt. Uit de studie van de romaanse kerken die bewaard zijn gebleven kan men besluiten dat de in het gebied tussen Bourgondië en Normandië voornamelijk vroegromaanse vlak afgedekte basilieken werden gebouwd. Anderzijds ziet men dat men hier en daar meer verticale geleding in de muren inbrengt en dat men verdiepingen van galerijen begint te bouwen.

### Normandië en Engeland

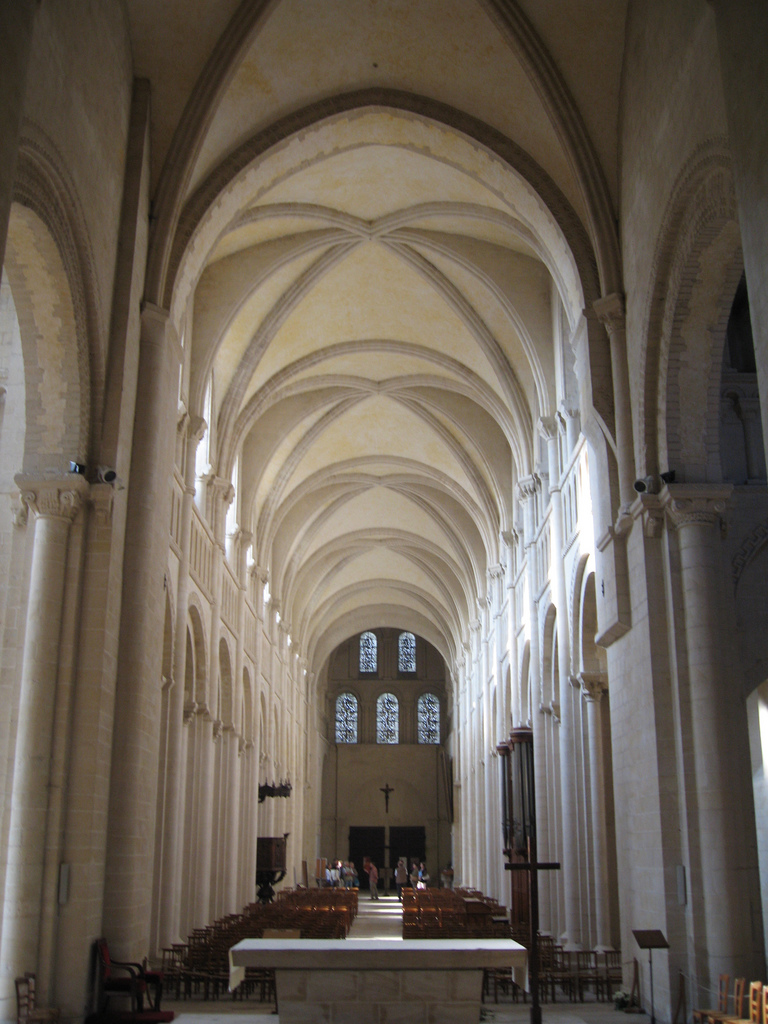
Caen, Abbaye aux Dames, het schip gezien vanaf het koor

De romaanse architectuur in Normandië en in Engeland na 1066 wordt meestal Normandische architectuur genoemd. De periode voor de inval van de Normandiërs in Engeland wordt meestal tot de preromaanse bouwkunst gerekend, maar daarvan is bijzonder weinig bewaard gebleven. Na de verovering van de Engelse troon door Willem de Veroveraar werden vanaf het einde van de elfde eeuw alle belangrijke kathedralen en kerken volledig heropgebouwd naar het model van de Normandische kerken. Een model hiervan is de abdijkerk van Jumièges (1040-1067). De kerk, nu een ruïne, had een westgevel met twee torens. Het schip is steil en hoog, met drie etages, en de traveebogen werden gesteund door afwisselend ronde en vierkante pijlers met schalken. De kerk had oorspronkelijk geen gewelf maar een open dakstoel. Over de kruising stond een hoge vierkante vieringtoren die voor de verlichting van kruising en koor zorgde. In de abdijkerken van de Abbaye aux Hommes en de Abbaye aux Dames gesticht door Willem en zijn echtgenote Mathilde van Vlaanderen werd dit model verder uitgewerkt met een circulatiegang voor de vensters van de bovenverdieping. De muren worden massief, maar door de verticale schalken en de boogarchitectuur heel sterk geleed. Ook deze kerken hadden een open dakstoel boven het middenschip. Het is dit model dat door de Normandiërs geëxporteerd werd naar Engeland waar die stijl voor meer dan een eeuw zal gehanteerd worden. Buiten Normandië verspreidde de stijl zich ook in Picardië, Vexin, Bretagne en in het graafschap Maine. De oudste kerk in Engeland uit die periode die grotendeels bewaard bleef is de kathedraal en abdijkerk van Sint-Albanus. Ook als men abstractie maakt van de herstellingen die in de loop der tijden werden uitgevoerd doet de kerk zeer gotisch aan door de bogen in etages boven elkaar en het omhoogstrevende van de architectuur. Deze abdijkerk had origineel ook geen gewelf, maar het koor van de kathedraal van Durham zou voor 1100 al afgedekt zijn geweest door een kruisribgewelf en zou daarmee de voorloper zijn van de gotische architectuur van het in 1140 herbouwde koor van de kathedraal van Saint-Denis in Parijs.

### Nederrijn-Maasgebied
Dit gebied loopt van Bingen tot aan de rijnmonding. Het beslaat het gebied vanaf de middenloop van de Lahn tot Trier en van de Westfaalse grens tot de streek van Samber en Maas. In het Nederrijn-Maasgebied zijn heel wat vroegromaanse bouwwerken te vinden. In vele van de grotere kerken is de invloed van de Ottoonse stijl duidelijk merkbaar. Karakteristiek voor dit gebied zijn de twee apsiden, een aan de oostkant maar ook een aan de westkant zoals op het bekende kloosterplan van Sankt Gallen. Dikwijls worden beide apsiden geflankeerd door twee torens en over de kruising wordt dikwijls een achthoekige lichttoren gebouwd. De torens en de apsis aan de westzijde worden dikwijls gecombineerd met een westwerk van meerdere verdiepingen. Aanvankelijk werden meestal houten daken gebruikt. Bekend zijn de twaalf romaanse kerken van Keulen.

#### Romaanse architectuur in Nederland

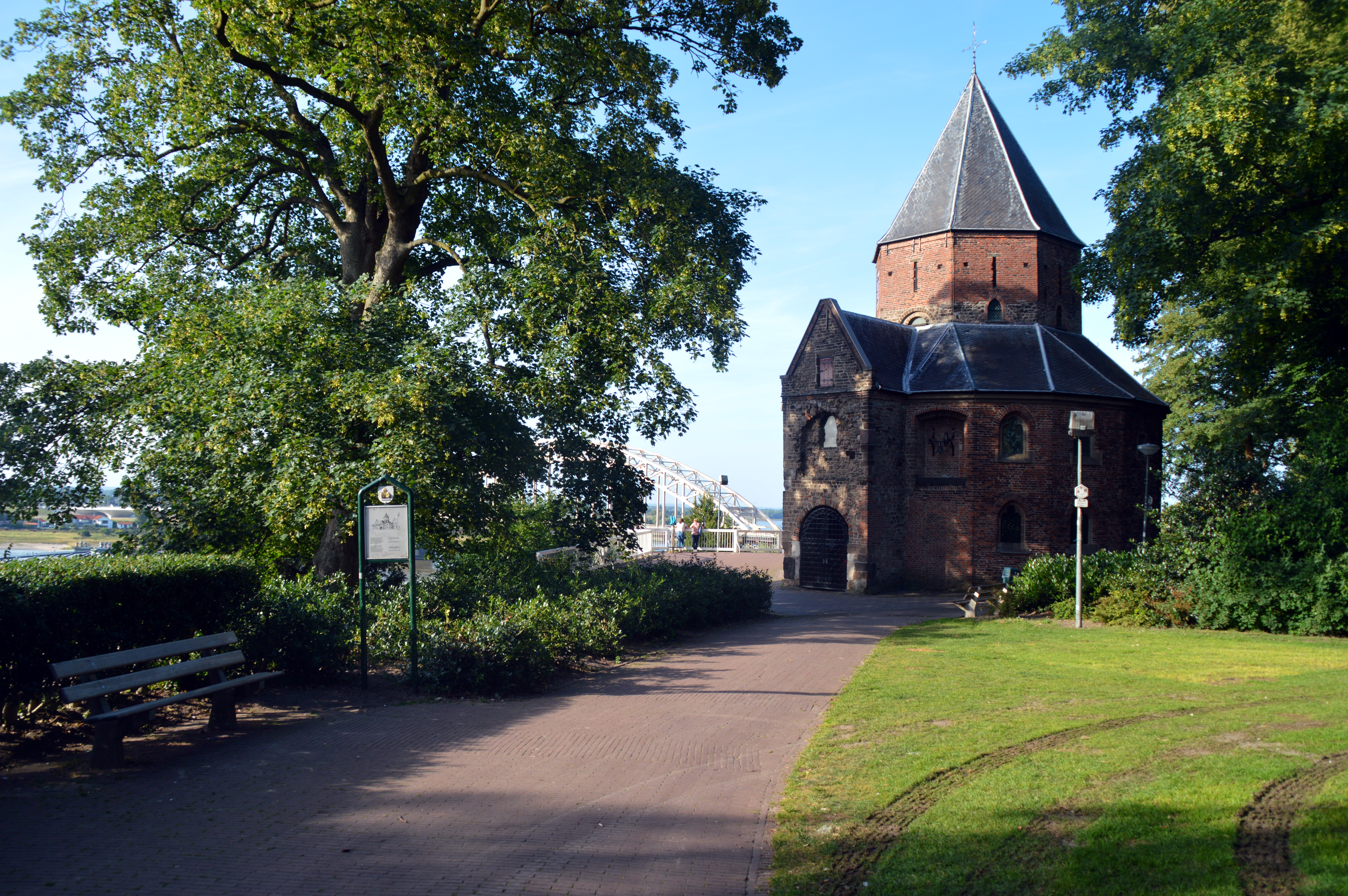
Sint-Nicolaaskapel, Valkhof park Nijmegen

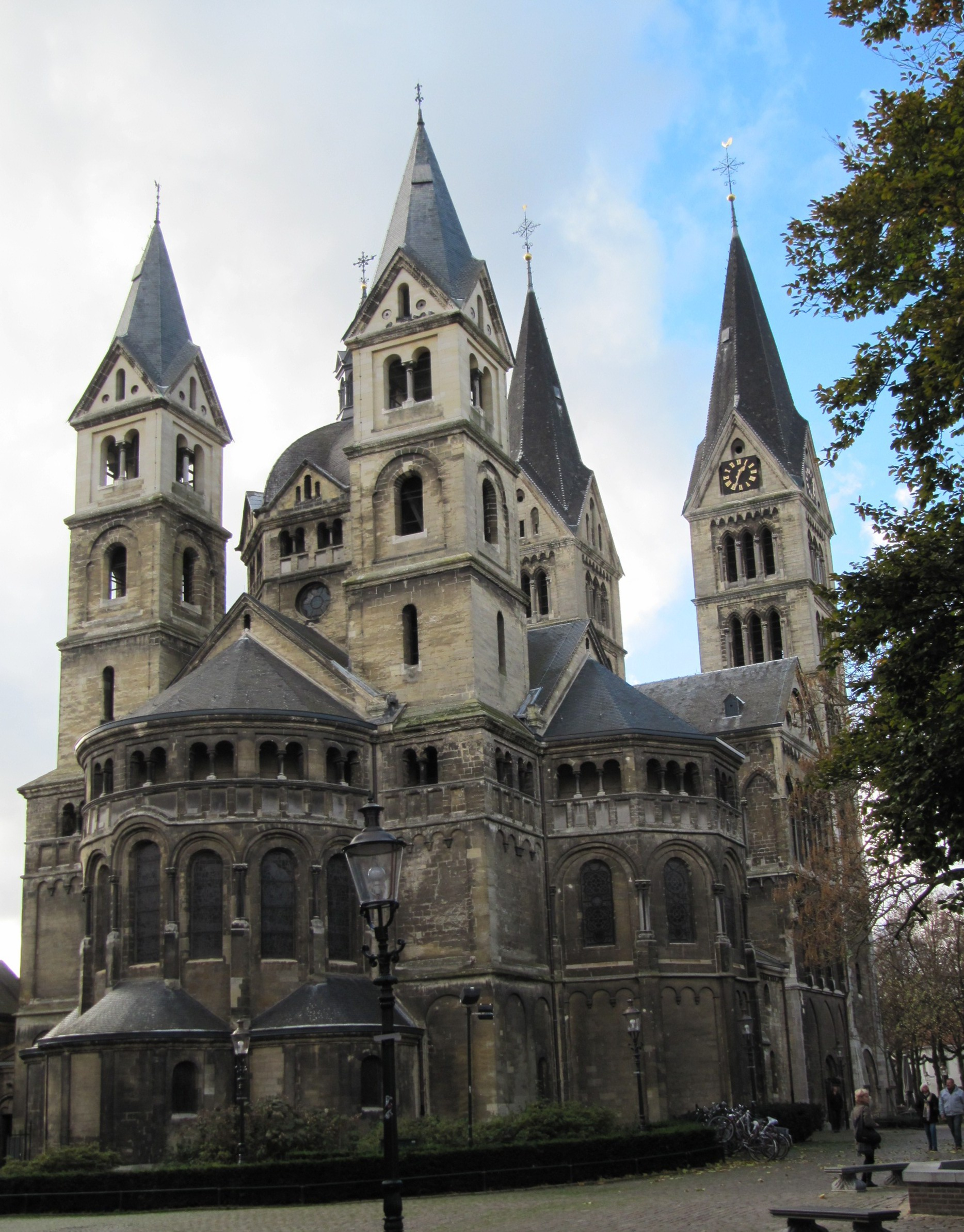
Munsterkerk van Roermond

Tot de belangrijkste romaanse kerkgebouwen behoren verschillende abdijkerken en kapittelkerken. Omdat deze een bepaalde macht moesten uitstralen zijn ze vaak groot uitgevoerd en rijk versierd. Belangrijke voorbeelden zijn de abdijkerken van Rolduc (Kerkrade), Susteren en Sint Odiliënberg, de Sint-Servaasbasiliek en de Onze-Lieve-Vrouwebasiliek in Maastricht en de Sint-Plechelmusbasiliek in Oldenzaal, .
In het Aartsbisdom Utrecht zijn de zogenaamde Bernoldkerken van belang, stichtingen van bisschop Bernold. Hiervan resteren nog de Pieterskerk en de Janskerk in Utrecht en de crypte van de Lebuïnuskerk in Deventer. Daarnaast diende een aantal kerken het aanzien van een wereldlijke macht te weerspiegelen, waarvan de Valkhofkapel in Nijmegen en de Sint-Servaaskerk te Maastricht (Duitse keizers) en de Munsterkerk in Roermond (Gelderse hertogen) getuigen.
In contrast tot dit relatief kleine aantal aanzienlijke kerken staat het grote aantal dorpskerken waarvan de romaanse oorsprong nog duidelijk herkenbaar is, hoewel meestal in een veel simpeler vorm. Met name in de provincies Friesland en Groningen is van een groot aantal dorpskerken het romaanse karakter goed bewaard gebleven. Buiten deze provincies zijn de kerken in de meeste gevallen slechts gedeeltelijk romaans, terwijl in andere gevallen het romaans is gereconstrueerd. Een belangrijke uitzondering is de Sint-Catharinakapel in het Limburgse dorp Lemiers. Dit is het meest intact bewaard gebleven voorbeeld van het oudst bekende type stenen kerk in Nederland; een eenbeukig zaalkerkje zonder toren en met een rechtgesloten koor.

#### Romaanse architectuur in België

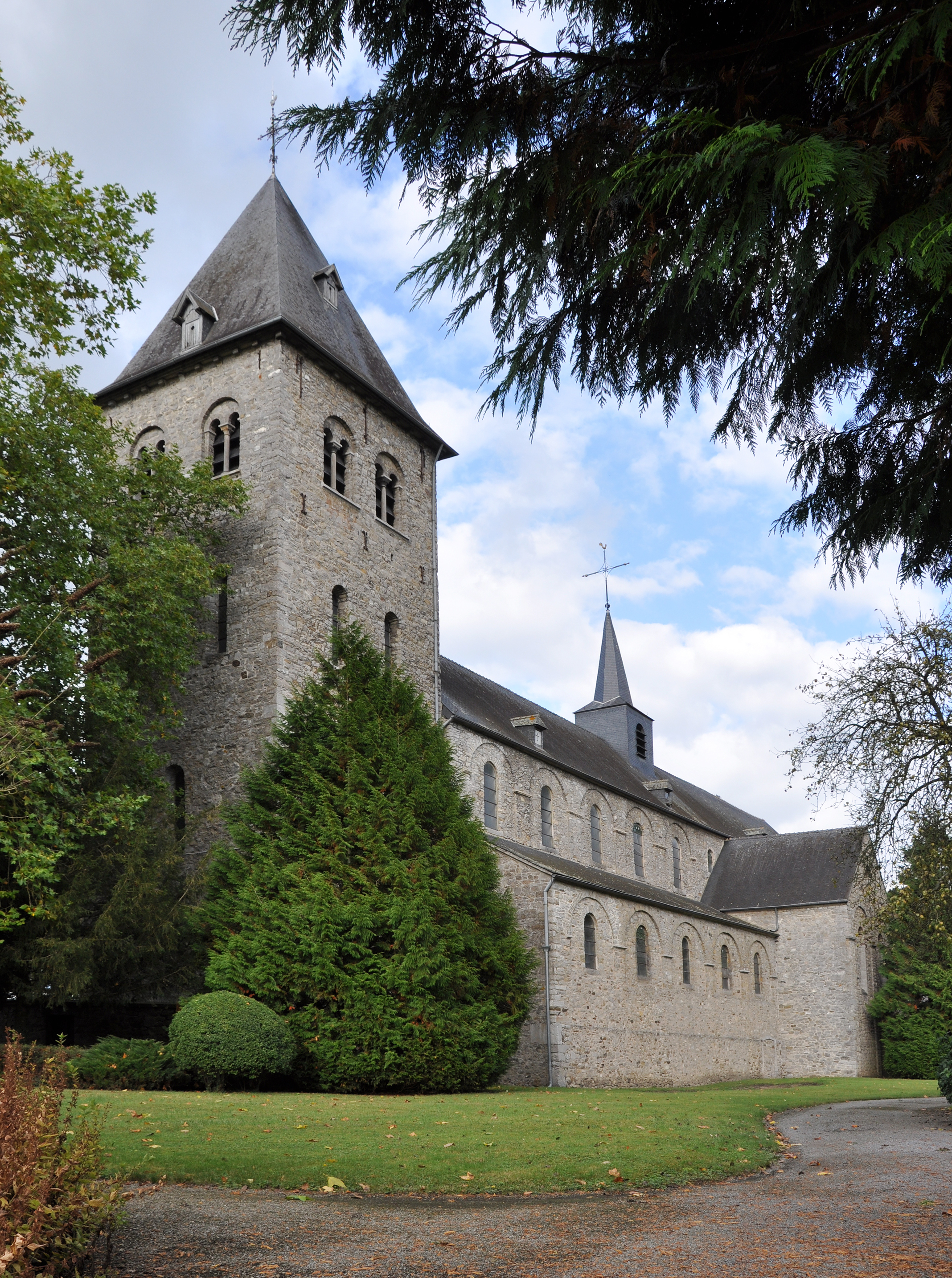
Hastière, Saint-Hadelin

In Vlaanderen zijn slechts weinig romaanse kerken in hun oorspronkelijke toestand bewaard gebleven. Wat bekend is staat meestal onder invloed van de Noord-Franse romaanse bouwstijl: een kruiskerk met een rechthoekig koor en een vieringtoren boven de kruising. Voor de grotere kerken is de Onze-Lieve-Vrouwekathedraal in Doornik de referentie. De stijl doet denken aan de Normandische bouwstijl door het hoge en lange schip, de brede galerijen, de kruisingstoren en het gebruik van ronde pijlers. Ook de oude stiftskerk van Soignies (Zinnik), nu de collegiale Sint-Vincentius, herinnert aan deze stijl.
In Wallonië en Belgisch Limburg zijn veel meer romaanse kerken gaaf bewaard gebleven. Hier is de Maaslandse stijl toonaangevend. Belangrijke kerken zijn de Sint-Bartolomeüskerk en de Sint-Denijskerk in Luik. Ook zijn er enkele relatief kleine kerken redelijk gaaf bewaard gebleven, zoals de Sint-Hadelinuskerk in Celles, de Sint-Stefanuskerk in Waha en de vroegromaanse abdijkerk van Hastière.